# Maxim Deman
Maxim Deman (23 oktober 2001) is een Belgisch professioneel voetballer die uitkomt als keeper voor de Belgische 2e klas ploeg SK Beveren. Maxim Deman doorliep alle jeugdreeksen van Kortrijk vooraleer hij zijn eerste profcontract tekende in oktober 2019. Hij is de zoon van Patrick Deman, de keeperstrainer van Kortrijk. Maxim combineert het profvoetbal met zijn studies Geschiedenis aan de KULAK in Kortrijk.

## Jeugdcarrière
Maxim Deman sloot zich als 6-jarige aan bij de jeugdploegen van KV Kortrijk en verdedigde er vanaf dan het doel. Deman doorliep alle jeudreeksen van de club en mocht op zijn 16e al voor een eerste keer meetrainen met de A-ploeg.

## Clubcarrière
In oktober 2019, kort voor zijn 18e verjaardag kreeg Maxim Deman zijn eerste profcontract aangeboden bij "de kerels". De keeper kreeg een contract tot het einde van het seizoen 2020-2021. Omdat Deman derde doelman is speelde hij nog geen wedstrijden op het hoogste niveau.
In mei 2021 kreeg Maxim Deman een contractverlenging, waardoor hij tot 30 juni 2023 aan KV Kortrijk blijft verbonden.

## Internationale carrière
In september 2019 werd Deman voor de eerste maal opgeroepen voor het Belgisch voetbalelftal onder 19. De coach Jacky Mathijssen selecteerde de keeper voor wedstrijden tegen de U19 van Portugal en Tsjechië. Hij haalde zijn eerste speelminuten in februari 2020 tijdens een oefenwedstrijd tegen de U19 van Luxemburg.